# Castèlverdun
Castèlverdun (francès Château-Verdun) és un municipi francès situat al departament de l'Arieja i a la regió d'Occitània.